# Międzynarodowy Dzień Psa Poszukiwawczo-Ratowniczego
Dzień Psa Poszukiwawczo-Ratowniczego (ang. International Search and Rescue Dog Day) – święto obchodzone corocznie, organizowane jest w ostatnią niedzielę kwietnia. Organizatorami są głównie organizacje, które wykorzystują psy ratownicze w różnych rodzajach służb ratowniczych np.: Straż pożarna, Górskie Ochotnicze Pogotowie Ratunkowe, Wodne Ochotnicze Pogotowie Ratunkowe, Polski Czerwony Krzyż. Psy ratownicze uczestniczą w wielu akcjach ratowniczych na całym świecie poszukując ludzi np.: w gruzach budynków, zasypanych w lawinach, zagubionych lub ratując tonących w wodzie.
Obchody Dnia Psa Poszukiwawczo-Ratowniczego zainicjowała Międzynarodowa Organizacja Psów Ratowniczych. Po raz pierwszy święto to obchodzone było w 2008 r.
Imprezy związane z tym świętem odbywają się pod hasłem: Gotowi dla Ciebie 365 dni w roku. Mają charakter edukacyjny, pokazują jak ważne zadania wykonują psy ratownicze, które uczestniczą w akcjach ratowniczych, często ratując życie ludzi. W ramach tego święta, w różnych krajach, służby ratunkowe prezentują zespoły ratowników z psami, organizują pokazy wyszkolenia i pracy psów ratowniczych w zainscenizowanych akcjach ratunkowych.